# Poltys frenchi
Poltys frenchi är en spindelart som beskrevs av Henry Roughton Hogg 1899. Poltys frenchi ingår i släktet Poltys och familjen hjulspindlar. Inga underarter finns listade i Catalogue of Life.